# Підчерське сільське поселення
Підче́рське сільське поселення (рос. Подчерское сельское поселение) — муніципальне утворення у складі Вуктильського міського округу Республіки Комі, Росія. Адміністративний центр — село Підчер'є.

## Населення
Населення — 776 осіб (2010; 1190 у 2002, 2759 у 1989).

## Склад
До складу поселення входять такі населені пункти:
| Населений пункт | Населення, осіб (1989) | Населення, осіб (2002) | Населення, осіб (2010) |
| --------------- | ---------------------- | ---------------------- | ---------------------- |
| Кирта, селище   | 402                    | 152                    | 66                     |
| Підчер'є, село  | 2357                   | 1038                   | 710                    |